# 小行星452
小行星452（452 Hamiltonia）是一颗围绕太阳公转的小行星。1899年12月6日，詹姆士·愛德華·凱勒在汉密尔顿山描述了此天体。小行星452在发现后不久即丢失，直到1981年丹麦奥胡斯大学的列夫·凯尔·克里斯滕森才重新找到这个小行星。
該小行星以发现地汉密尔顿山命名。
这颗小行星的绝对星等为11.8等。

## 相关條目
- 小行星列表/10001-11000

## 外部連結
- Asteroid Lightcurve Database (LCDB) （页面存档备份，存于）, query form (info （页面存档备份，存于）)
- Dictionary of Minor Planet Names, Google books
- Discovery Circumstances: Numbered Minor Planets (10001)-(15000) （页面存档备份，存于） – Minor Planet Center
- 小行星452 at AstDyS-2, Asteroids—Dynamic Site
  - Ephemeris · Observation prediction · Orbital info · Proper elements · Observational info
- NASA JPL小天體瀏覽器上的小行星452

| 前一小行星： 小行星451 | 小行星列表 | 後一小行星： 小行星453 |